# Oregodasys styliferus
Oregodasys styliferus is een buikharige uit de familie Thaumastodermatidae. Het dier komt uit het geslacht Oregodasys. Oregodasys styliferus werd in 1965 voor het eerst wetenschappelijk beschreven door Boaden. 